# 2006年澳大利亚网球公开赛
2006年澳大利亚网球公开赛于2006年1月16日至1月29日在墨尔本公园举行。

## 出席
- 一些著名男子选手因为伤病没有参加这次比赛，其中包括安德烈·阿加西、拉法埃尔·纳达尔以及上届冠军马拉特·萨芬。

- 女子选手出席情况良好，世界前二十名选手都参加了这次比赛。三届澳网冠军辛吉斯以非种子选手身份参加他复出以来的首个大满贯，而塞雷纳·威廉姆斯（上届冠军）、林赛·达文波特和海宁-哈登则在伤病后重新参赛。

## 冠军
单打列出冠亚军以及决赛比分，双打列出冠军组合。

### 男子单打
罗杰·费德勒 擊敗  马科斯·巴格达蒂斯 （5-7, 7-5, 6-0, 6-2）

### 女子单打
阿梅莉·毛瑞斯莫 擊敗  海宁-哈登 （6-1, 2-0）

### 男子双打
鲍勃·布赖恩/  迈克·布赖恩 擊敗  馬丁·達姆 /  利安德·帕斯 （4-6, 6-3, 6-4）

### 女子双打
郑洁/  晏紫 擊敗  薩曼莎·斯托瑟 /  麗莎·雷蒙德 （2-6, 7-67, 6-3）

### 混合双打
布帕蒂/  马蒂娜·辛吉斯 擊敗  葉連娜·利霍夫采娃 /  丹尼爾·內斯特 （6-3, 6-3）

## 前8名种子选手

### 男子单打
1. 羅傑·费德勒：冠军
2. 安迪·罗迪克：第三轮（负于马科斯·巴格达蒂斯）
3. 莱顿·休伊特：第二轮（负于胡安·伊格納西奧·切拉）
4. 大卫·纳尔班迪安：半决赛（负于马科斯·巴格达蒂斯）
5. 尼古拉·达维登科：四分之一决赛（负于羅傑·费德勒）
6. 基列莫·科里亚：第三轮（负于塞巴斯蒂安·格羅斯讓）
7. 伊万·柳比西奇：四分之一决赛（负于马科斯·巴格达蒂斯）
8. 加斯顿·高迪奥：第三轮（负于法布里斯·桑托羅）

### 女子单打
1. 林赛·达文波特：四分之一决赛（负于海宁-哈登）
2. 金·克里斯特尔斯：半决赛（负于毛瑞斯莫）
3. 阿梅莉·毛瑞斯莫：冠军
4. 瑪麗亞·莎拉波娃：半决赛（负于海宁-哈登）
5. 瑪麗·皮尔斯：第二轮（负于伊韋塔·貝內索娃）
6. 娜佳·彼得罗娃：四分之一决赛（负于莎拉波娃）
7. 帕蒂·施尼德：四分之一决赛（负于毛瑞斯莫）
8. 海宁-哈登：决赛（负于毛瑞斯莫）